# Amazoonico

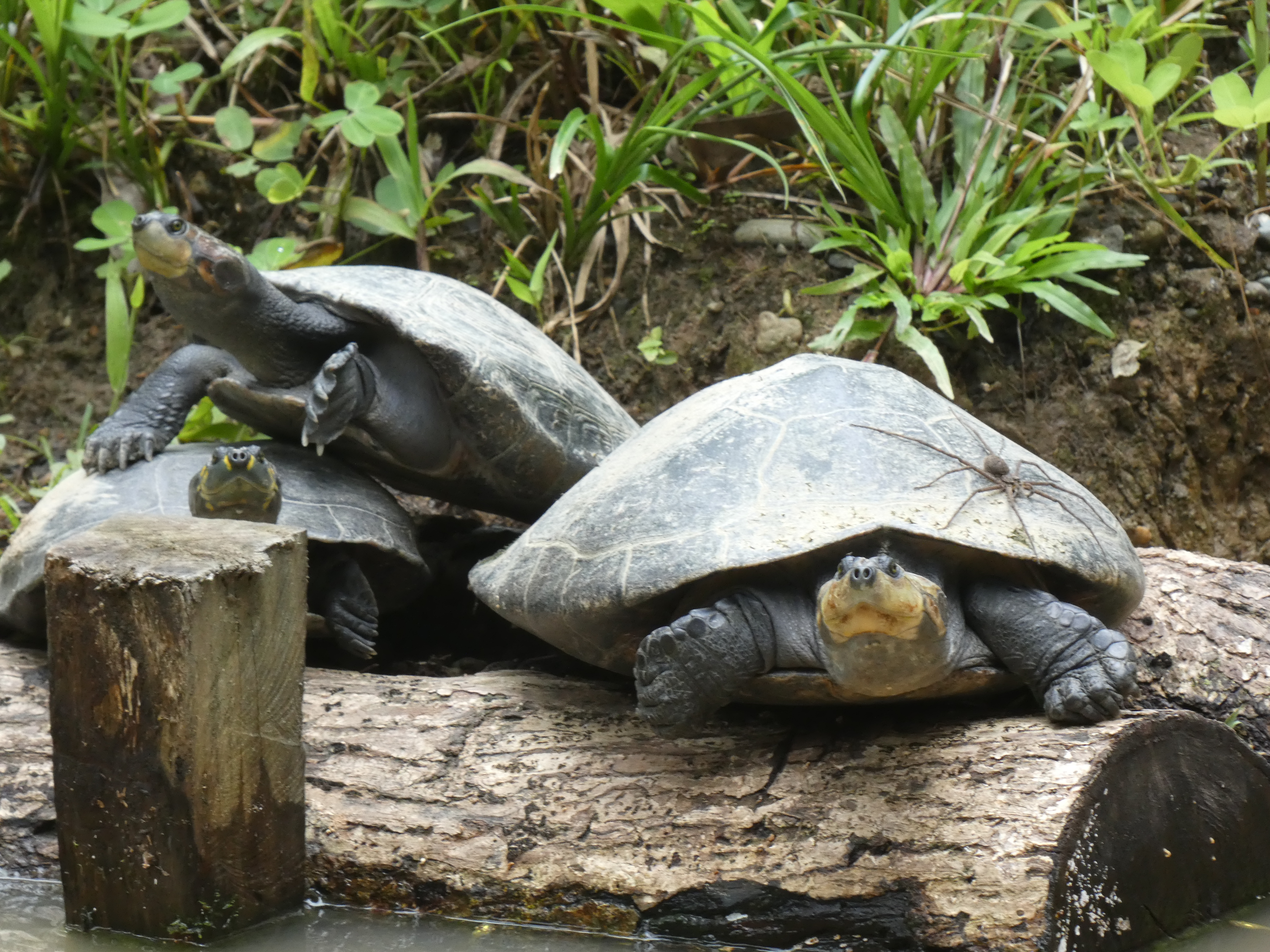
Flussschildkröten in der Tierauffangsstation

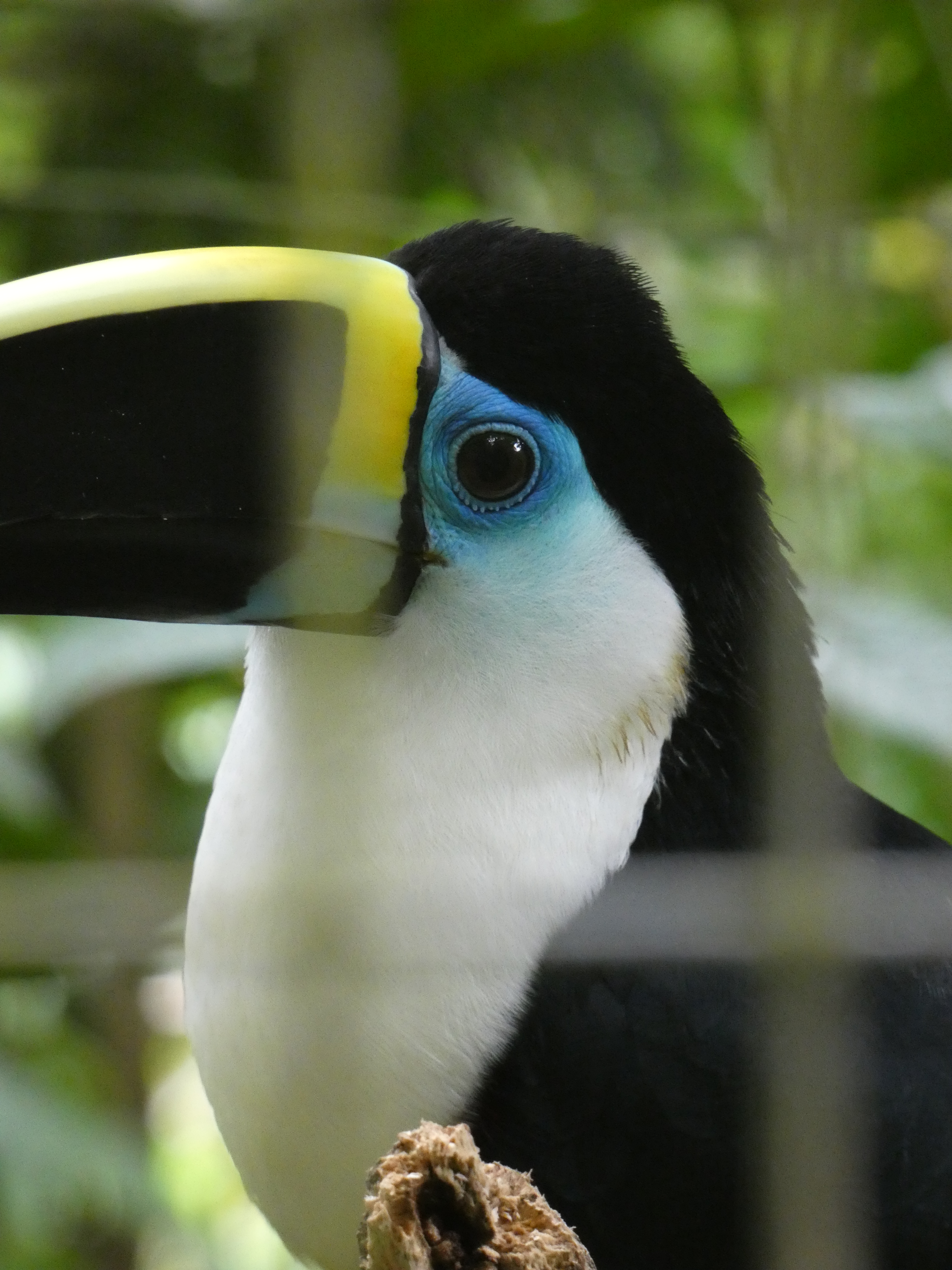
Tukan im Amazoonico

Amazoonico (amaZOOnico) ist eine der größten Wildtierauffang- und Auswilderungsstationen in Ecuador. Das Ziel der Station ist es illegal gefangene Tiere wieder in ihren natürlichen Lebensraum auszuwildern. Amazoonico wurde 1993 gegründet. Seitdem wurden ca. 3.500 Tiere aufgenommen, von denen ca. 1.500 wieder ausgewildert wurden. Viele Freiwillige aus verschiedenen Ländern arbeiten dort. Auf 5 Hektar leben über 200 Tiere, die nicht mehr ausgewildert werden können, darunter Tukane, Tapire, Nasenbären, Schildkröten und verschiedene Affenarten. Besucher können Amazoonico bei einer Führung besichtigen.